# Черепашки-ниндзя: Погром мутантов
«Черепа́шки-ни́ндзя: Погро́м мута́нтов» (англ. Teenage Mutant Ninja Turtles: Mutant Mayhem) — американский компьютерно-анимационный супергеройский фильм, основанный на комиксах Питера Лэрда и Кевина Истмена о Черепашках-ниндзя. Мультфильм, представляющий собой перезапуск серии фильмов о Черепашках-ниндзя, снят режиссёром Джеффом Роу, написавшим сценарий совместно с Сетом Рогеном, Эваном Голдбергом, Дэном Эрнандесом и Бенджи Самитом; сценарий основан на сюжете, написанном Роу в соавторстве с Бренданом О’Брайеном, Рогеном и Голдбергом. Роли братьев-черепах озвучили Майка Эбби, Шамон Браун-младший, Николас Канту и Брэйди Нун; также в озвучивании принимали участие Айо Эдебири, Майя Рудольф, Джон Сина, Роген, Роуз Бирн, Натасия Деметриу, Джанкарло Эспозито, Джеки Чан, Айс Кьюб, Пол Радд, Остин Пост и Хэннибал Бёресс. По сюжету Черепашки начинают охоту на загадочный преступный синдикат, что приводит к противостоянию армии мутантов. В мультфильме поднимаются темы семьи, принятия со стороны общества и желания индивида этому самому обществу соответствовать.
Планы на мультфильм о Черепашках-ниндзя, созданный под началом Рогена, появились ещё в 2018 году. Paramount Pictures анонсировала проект в июне 2020 года; Роген, Голдберг и Джеймс Уивер стали продюсерами посредством своей компании Point Grey Pictures, Роу — режиссёром, а О’Брайен — сценаристом. Чуть позднее Кайлер Спирс стал сорежиссёром. Создатели решили исследовать подростковые черты черепах и поэтому вдохновлялись фильмами о взрослении для подростковой аудитории. Информация о большей части актёрского состава появилась в марте 2023 года; от предыдущих экранизаций мультфильм отличает то, что роли черепах впервые были озвучены реальными подростками (Эбби, Брауном, Канту и Нуном). За анимацию отвечали французско-канадские компании Mikros Animation и Cinesite, а визуальный стиль мультфильма был вдохновлён преимущественно рисунками режиссёра, которые он рисовал в школьных тетрадях. Трент Резнор и Аттикус Росс написали музыку к мультфильму.
Специальный показ рабочей версии мультфильма «Черепашки-ниндзя: Погром мутантов» состоялся 12 июня 2023 года на Международном фестивале анимационных фильмов в Анси. Paramount Pictures выпустила ленту в прокат США 2 августа 2023 года, а в странах СНГ премьера состоялась 3 августа. Мультфильм собрал $ 180 млн в мировом прокате и получил в основном положительные отзывы: критики хвалили озвучку, сценарий и стиль анимации, а некоторые назвали проект лучшим фильмом о Черепашках. «Погром мутантов» удостоился номинаций на множество престижных наград, в том числе на премии «Выбор критиков», «Сатурн» и «Энни». Мультфильм получит сразу два прямых продолжения — мультсериал «Черепашки-ниндзя: Истории» (2024), два сезона которого должны выйти на стриминговом сервисе Paramount+, и фильм-сиквел, который должен выйти в сентябре 2027 года.

## Сюжет
Глава Института техно-космических исследований (ИТКИ) Синтия Утром посылает отряд солдат для поимки взбунтовавшегося учёного Бакстера Стокмана, создавшего мутаген, чтобы собрать свою собственную семью из мутировавших животных, начав с комнатной мухи. Люди Синтии вмешиваются в эксперимент Стокмана и провоцируют взрыв, в результате чего учёный погибает, а мутаген попадает в канализацию Нью-Йорка. Мутаген превращает четверых братьев-черепах — Микеланджело, Леонардо, Рафаэля и Донателло — и крысу по имени Сплинтер в мутантов-гуманоидов, а Сплинтер усыновляет черепах. Сплинтер боится людей — в частности из-за того случая, когда их с черепахами отвергли, — и поэтому по видеоурокам и гонконгским боевикам обучает сыновей искусству ниндзюцу и разрешает выходить на поверхность только с целью вылазок за продуктами. С годами черепахи начинают мечтать о человеческой жизни среди людей своего возраста, что не радует Сплинтера.
Спустя пятнадцать лет после своей мутации черепахи побеждают бандитов, угнавших мотороллер у девушки-подростка по имени Эйприл О’Нил, раскрывая ей себя и своё происхождение. Эйприл — начинающая журналистка, желающая оставить в прошлом инцидент, когда её вырвало на камеру и то видео стало вирусным, — расследует серию краж технологий ИТКИ, за которыми стоит преступник, известный как «Суперфлай». Черепахи планируют остановить Суперфлая и, с помощью репортажа Эйприл об этом, добиться признания среди людей и стать героями. Они перехватывают один из украденных приборов и встречаются с Суперфлаем под Бруклинским мостом, где узнают, что он не только сам является мутантом, но и возглавляет банду мутантов. Будучи в восторге от встречи с такими же мутантами, как они, черепахи сближаются с Суперфлаем и остальными, и тот объясняет, что их создал Стокман; после его смерти они скрываются от преследования ИТКИ на заброшенном корабле в Статен-Айленде. Суперфлай рассказывает о своём плане по использованию украденных технологий с целью сделать всех живых существ на Земле мутантами, чтобы те стали доминирующим видом, а люди — их рабами.
Черепахи пытаются им помешать, но банда сбегает с оборудованием, в то время как ИТКИ ловит черепах при помощи трекера, установленного на прибор. В штаб-квартире ИТКИ Синтия приказывает «выдоить» из черепах мутаген, однако им на помощь приходят Эйприл и Сплинтер. В убежище банды мутантов Сплинтер и черепахи убеждают преступников, что господство над человечеством лишь сделает их не лучше самых худших людей, и все вместе они противостоят Суперфлаю, уничтожая его механизм. Однако мутаген, попав в воду, объединяет Суперфлая с прочими живыми существами, превращая его в гигантского, похожего на кита, кайдзю. Он нападает на город, и черепахи и прочие мутанты пытаются остановить его, однако люди предполагают, что они с ним заодно.
Эйприл побеждает свою тревогу и в новостях объясняет благие намерения мутантов, и жители Нью-Йорка приходят им на помощь. Леонардо обретает свой лидерский голос и применяет способность Микеланджело к импровизации, ум Донателло и гнев Рафаэля, чтобы закинуть канистру с ретромутагеном ИТКИ в дыхало Суперфлая, превращая его в стадо обычных животных. Горожане чествуют примирившихся со Сплинтером черепах, Эйприл и мутантов. Вскоре мутанты остаются жить с черепахами в канализации. Черепахи поступают в школу, где учится Эйприл и где их принимают как героев.
В сцене в середине титров, в то время как братья и Эйприл веселятся на школьном балу, за ними следит Синтия (удерживающая в заложниках Суперфлая, который снова стал обычной мухой), планирующая снова поймать черепах, заручившись поддержкой загадочного Шреддера.

## Роли озвучивали
| \| - Майка Эбби — Донателло - Шамон Браун-младший — Микеланджело - Николас Канту — Леонардо - Брэйди Нун — Рафаэль - Айо Эдебири — Эйприл О’Нил - Майя Рудольф — Синтия Утро́м - Джон Сина — Рокстеди - Сет Роген — Бибоп - Роуз Бирн — Кожеголовая - Натасия Деметриу — Вингнат - Джанкарло Эспозито — Бакстер Стокман - Джеки Чан — Сплинтер - Айс Кьюб — Суперфлай - Пол Радд — Мондо Гекко - Остин Пост — Рэй Филе - Хэннибал Бёресс — Чингис Квак - MrBeast — прохожий с Таймс-сквер - Дерек Уилсон — Паук - Лукас Уильямс — интересующийся бандит \| - Майкл Бадалукко — Плохой Берни - Демпси Паппион — Лысый Бронсон - Джон Каподиче — водитель - Эндиа Уинслоу — телеведущая - Рэйчел Вонг — ведущая новостей - Дэвид Фаустино — Натан Нормальный - Дэниел Мастроджорджо — Волосатый Том / офицер полиции - Ноэль Гибсон — офицер полиции / военный советник - Мира Овианг — Коротышка Шэрон - Кевин Истмен — хороший человек - Алекс Хирш — главарь / Скамбаг - Майкл Рианда — бандит, интересующийся оплатой / владелец гаража / охранник, называющий Сплинтера «Рататуем» - Бобби Вагнер — человек, принявший гигантскую крысу (Сплинтера) за большого кота, но понявший, что это действительно крыса - Грег Левитан — бандит, сравнивший черепах с аниматорами с Таймс-сквер - Илья Оуэнс — помогающий строитель - Натали Канизарес — мать, кричавшая «подпишите мне ребёнка» - Кайлер Спирс — извиняющийся бандит - Джефф Роу — парень, любящий быть подростком и ходить куда угодно \| | |
| - Майка Эбби — Донателло - Шамон Браун-младший — Микеланджело - Николас Канту — Леонардо - Брэйди Нун — Рафаэль - Айо Эдебири — Эйприл О’Нил - Майя Рудольф — Синтия Утро́м - Джон Сина — Рокстеди - Сет Роген — Бибоп - Роуз Бирн — Кожеголовая - Натасия Деметриу — Вингнат - Джанкарло Эспозито — Бакстер Стокман - Джеки Чан — Сплинтер - Айс Кьюб — Суперфлай - Пол Радд — Мондо Гекко - Остин Пост — Рэй Филе - Хэннибал Бёресс — Чингис Квак - MrBeast — прохожий с Таймс-сквер - Дерек Уилсон — Паук - Лукас Уильямс — интересующийся бандит | - Майкл Бадалукко — Плохой Берни - Демпси Паппион — Лысый Бронсон - Джон Каподиче — водитель - Эндиа Уинслоу — телеведущая - Рэйчел Вонг — ведущая новостей - Дэвид Фаустино — Натан Нормальный - Дэниел Мастроджорджо — Волосатый Том / офицер полиции - Ноэль Гибсон — офицер полиции / военный советник - Мира Овианг — Коротышка Шэрон - Кевин Истмен — хороший человек - Алекс Хирш — главарь / Скамбаг - Майкл Рианда — бандит, интересующийся оплатой / владелец гаража / охранник, называющий Сплинтера «Рататуем» - Бобби Вагнер — человек, принявший гигантскую крысу (Сплинтера) за большого кота, но понявший, что это действительно крыса - Грег Левитан — бандит, сравнивший черепах с аниматорами с Таймс-сквер - Илья Оуэнс — помогающий строитель - Натали Канизарес — мать, кричавшая «подпишите мне ребёнка» - Кайлер Спирс — извиняющийся бандит - Джефф Роу — парень, любящий быть подростком и ходить куда угодно |

## Производство

### Разработка
После того как в 2018 году Рэмси Энн Нейто устроилась на работу исполнительным вице-президентом отдела производства и разработки анимации в Nickelodeon, они с президентом компании Брайаном Роббинсом начали думать о том, кому доверить следующий проект в рамках франшизы «Черепашки-ниндзя». Ими было принято решение привлечь к проекту Сета Рогена, а Джефф Роу присоединился чуть позднее. Нейто назвала их обоих большими фанатами «Черепашек». 30 июня 2020 года издание Deadline Hollywood сообщило о разработке компьютерного анимационного фильма про Черепашек-ниндзя, который стал первой работой Nickelodeon Animation Studio для Paramount Pictures, выпущенной в кинотеатрах. Роу выступил режиссёром фильма, а Брендан О’Брайен написал сценарий. Роген, Эван Голдберг и Джеймс Уивер спродюсировали мультфильм через свою компанию Point Grey Pictures, указанную в титрах наряду с Nickelodeon Movies. Нейто и Джош Фейджен следили за процессом производства от лица Nickelodeon и Point Grey соответственно.
В июне 2021 года Роген опубликовал в своём Twitter-аккаунте изображение, содержащее школьные заметки Леонардо, первоначальную дату выхода мультфильма и другие детали. Позже, в октябре того же года, выяснилось рабочее название мультфильма — «Черепашки-ниндзя: Следующая глава» (англ. Teenage Mutant Ninja Turtles: The Next Chapter). В интервью Variety художник-постановщик мультфильма Яшар Кассаи уточнил, что для того, чтобы придать картине свежий взгляд, при этом не игнорируя то, за что люди любят «Черепашек-ниндзя», ему нужно было «довольно сильно привязаться к знакомым деталям, чтобы их легко можно было распознать, а затем либо привнести в свою идею часть уже существующего шарма франшизы, либо только усилить его». К августу 2022 года студией было утверждено официальное название мультфильма — «Черепашки-ниндзя: Погром мутантов». В то же время Кайлер Спирс стал сорежиссёром мультфильма. Спирс решил принять участие в работе, так как работал вместе с Роу над его предыдущим мультфильмом, «Митчеллы против машин» (2021). Созданием логотипа занимался Дж. Дж. Виллард, наиболее известный своей работой с телеканалом Adult Swim над мультсериалом «Король Звёздный король». Он нарисовал несколько вариантов и предоставил съёмочной группе право выбрать тот, который понравится им больше остальных. В общей сложности бюджет мультфильма составил не менее $ 70 млн.

### Написание сценария
Роген, Голдберг, Роу, а также Дэн Эрнандес и Бенджи Самит указаны в финальных титрах как сценаристы фильма, а О’Брайен и первые трое — как авторы сюжета. С самого начала создания мультфильма Роген и Роу хотели акцентировать внимание на подростковых элементах Черепашек. Роу сравнил «Погром мутантов» с такими фильмами о взрослении, как «Останься со мной» (1986) и «Леди Бёрд» (2017), рассказывая о своём желании создать «максимально подростковый фильм о взрослении». Об изображении Черепашек в фильме он сказал следующее: «В них много поддельной уверенности, которая есть у подростков: будучи подростком, ты не знаешь ничего лучше этого периода своей жизни и руководствуешься раздутым чувством из разряда „Да всё я могу!“»
Сценаристы хотели создать свой собственный мир «Черепашек», не учитывая все элементы предыдущих воплощений. Роу объяснил, что они поставили перед собой цель «сделать его более логичным» и через многое прошли, «чтобы всё работало с точки зрения характера и относительности». Объясняя причину, по которой в сюжете мультфильма так много мутантов, Роу вспомнил, что в детстве ему нравились классические экшен-фигурки по франшизе. Изначально главным антагонистом «Погрома мутантов» должен был быть Шреддер, однако сценаристы отказались от этой идеи, поскольку Роу хотел, чтобы антагонистом был мутант, который имеет отношение к черепахам и может склонить их на свою сторону. Изначально персонаж Суперфлай должен был быть мутировавшей версией Бакстера Стокмана, персонажа, который в предыдущих произведениях по франшизе мутировал в муху, но в конце концов они стали двумя отдельными персонажами.
Первый черновик сценария «Погрома мутантов» больше напоминал фильм о старшей школе. Роу объяснил, что в случае с первоначальной версией «было действительно сложно традиционными методами столкнуть в сюжете Черепашек со злодеем-преступником», добавив, что «на тридцатой странице сценария [они] добились того, чего хотели». По итогу «эту идею пришлось забросить через 30 минут», создав новых персонажей, других детей в старшей школе и взаимоотношения. Роу сказал, что это было «просто утомительно». В июле 2022 года Роген сообщил Роу, что мультфильм «фундаментально сломан» и что его надо переделать с нуля, с чем Роу согласился. Вследствие этого за следующие четыре месяца они полностью переписали мультфильм, доведя его до своего конечного состояния.

### Подбор актёров и запись реплик
На церемонии вручения премии Nickelodeon Kids’ Choice Awards 4 марта 2023 года Роген объявил имена актёров озвучки Черепашек: Майка Эбби озвучил Донателло, Шамон Браун-младший — Микеланджело, Николас Канту — Леонардо, а Брэйди Нун — Рафаэля; все актёры лично присутствовали на церемонии. Тогда же он раскрыл имена остальных членов актёрского состава: помимо самого Рогена, в проекте задействованы такие актёры, как Хэннибал Бёресс, Роуз Бирн, Джон Сина, Джеки Чан, Айс Кьюб, Натасия Деметриу, Айо Эдебири, Джанкарло Эспозито, Post Malone, Пол Радд и Майя Рудольф.
«Погром мутантов» стал первым проектом франшизы, в котором всех четырёх Черепашек озвучили реальные подростки. В интервью Screen Rant Роген рассказал о том, как выбор подростков на роли заставляет «Погром мутантов» выделиться среди прочих версий «Черепашек», заявив, что «что-то очень наглядное стало тем, что раскрывает нашу версию, и это что-то будто бы делает её более уникальной. Именно такие моменты, как мне кажется, позволяют проникнуться материалом». На роли Черепашек пробовались сотни актёров. Роу присутствовал на всех пробах и сужал круг лиц до тех, кто, по его мнению, справился бы. Он сопоставлял голоса актёров с дизайнами персонажей, чтобы понять, кому чей голос подходит. Когда круг сузился до десяти, Роу пригласил Эбби, Брауна, Канту и Нуна на читку сценария, после которой они и получили роли. Роу описал четвёрку актёров как «идеальную», а процесс читки сценария назвал «кинетическим и живым». Чтобы пригласить Чана, режиссёр написал актёру письмо, в котором спросил, хочет ли тот появиться в фильме о Черепашках. Создатели встретились с Айс Кьюбом, который рассмеялся, узнав, что его персонажа будут звать Суперфлай, и согласился принять участие. Также он согласился потому, что очень часто смотрел «Черепашек» со своим сыном и эта франшиза много для него значила.
Озвучивая Донателло, Эбби вдохновлялся качествами своих друзей и предыдущих версий персонажа. Браун не хотел, чтобы Микеланджело звучал как типичный «сёрфер». Вдохновившись озвучкой Брэндона Майкала Смита в мультсериале «Эволюция Черепашек-ниндзя» (2018—2020), он старался озвучить персонажа «по-своему». Канту хотел придать Леонардо «такое качество, как волнение», ощущая «уровень волнения, который возникает у лидера». Чтобы Рафаэль казался привлекательным, Нун стремился найти баланс между его яростью и большей беззаботностью и весельем. Озвучивая Эйприл О’Нил, Эдебири вспоминала свои подростковые годы и обращала внимание на решимость своего персонажа. Один из создателей «Черепашек» Кевин Истмен озвучил жителя Нью-Йорка, помогающего Сплинтеру в кульминации и указанного в титрах как «Хороший человек». Роу хотел, чтобы эту роль озвучил «тот, кто много значит для франшизы», и решил выбрать Истмена в качестве дани уважения многочисленным камео Стэна Ли в фильмах по комиксам Marvel, в которых он снимался вплоть до своей смерти в 2018 году. Персонаж Скамбаг говорит смесью из различных голосов, однако в титрах мультфильма указано, что её озвучил Алекс Хирш.
Актёры озвучивали своих героев, работая все вместе, а не по отдельности, как обычно происходит при создании мультфильмов. В звукозаписывающей студии одновременно находилось до семи актёров. Работа вместе позволяла актёрам как друг другу подыгрывать, так и импровизировать. На это решение частично повлиял опыт совместной работы Рогена с Дональдом Гловером и Билли Айкнером над мультфильмом «Король Лев» (2019). Роген похвалил работу Эбби, Брауна, Канту и Нуна и заявил, что те пытались «запечатлеть моменты их реального взаимодействия друг с другом». Он вспоминал, как после очередной сессии с квартетом «они все вместе отдыхали на кухне в студии. Тогда они просто болтали, смеялись друг над другом; даже орали друг на друга». По словам продюсера, именно это и побудило его организовывать для ребят совместные сессии, поскольку он почувствовал в них ту необходимую для героев мультфильма энергетику.

### Художественные решения
Опираясь на свой опыт работы над «Митчеллами против машин», Роу хотел сделать «Погром мутантов» совсем не похожим на то, чего обычно ожидают от мультфильмов. Режиссёр поставил цель сделать так, чтобы проект сильно походил на концепт-арты. Он вдохновлялся эскизными рисунками, которые рисовал в своей школьной тетради в подростковом возрасте и которые имели множество утрированных особенностей, острот и случайных линий, и хотел, чтобы анимация мультфильма отражала подобный стиль. Роу описал скетчевый стиль мультфильма как его «полярную звезду», коей для мультфильма «Человек-паук: Через вселенные» (2018) была вдохновлённая комиксами рисовка.
По мнению художника-постановщика Яшара Кассаи, самой сложной частью производства была работа над уникальной стилистикой мультфильма. Они с Роу поощряли тот факт, что художники принимали свои недостатки как должное и рисовали как подростки. Кассаи заявил, что съёмочная группа вдохновлялась мультсериалом 1987 года и классической линейкой игрушек по мотивам «Черепашек-ниндзя»: «Мы ориентировались на то время, когда поверхностный и противный юмор в комедиях был в приоритете. Поэтому мы начали оттуда, но ориентиром для нас всё же стал аспект подростковых рисунков». По словам художника, на визуальную составляющую проекта сильно повлиял фильм «Чунгкингский экспресс» (1994). В связи с тем, что бо́льшая часть действий в мультфильме происходит ночью, художники потратили много времени на проработку образа ночного Нью-Йорка и придание ему различных цветовых гамм.

Концепт-арт с изображением черепах

Роу и главный дизайнер персонажей Вудроу Уайт стремились к созданию менее массивных версий черепашек и хотели сделать так, чтобы основная четвёрка походила своим телосложением на подростков. Микеланджело получил брекеты, а Донателло — очки; при этом эти отличительные черты демонстрируют не задротство и ум персонажей, а скорее факт их переходного возраста. Уайт хотел показать Сплинтера беспокойным отцом при помощи его взъерошенной шерсти, ставшей таковой «из-за стресса, который персонаж испытал во время исполнения родительских обязанностей». Будучи сэнсэем, Сплинтер носит катагину, которую он вырезал из банного халата, что также отражает природу персонажа-самодельщика. Кроме того, Уайт снабдил его трениками — «типичным элементом родителя-домоседа». Стиль одежды Сплинтера вдохновлён образом «Чувака», главного героя фильма «Большой Лебовски» (1998) в исполнении Джеффа Бриджеса, а его телосложение позаимствовано у Дэнни де Вито. При создании образа персонажа Уайт также изучал реальные фотографии крыс. Разрабатывая боевой стиль Сплинтера, создатели пересматривали такие фильмы с Джеки Чаном, как «Полицейская история» (1985) и «Разборка в Бронксе» (1995).
Уайт хотел, чтобы Кожеголовая не была слишком мускулистой, а скорее напоминала то, как выглядел бы реальный аллигатор, если бы он ходил на задних лапах. Совместно с Кассаи он разработал дизайн Чингис Квака на основе лягушек рода Pyxicephalus. Рокстеди обзавёлся большей головой, благодаря которой выделялся его рог, который, по мнению Уайта, является отличительной чертой носорога. Дизайнер хотел показать Рэя Филе более «угрожающим», сделав его более похожим на манту. Аналогично, Уайту хотелось, чтобы Вингнат была больше похожа на летучую мышь, чем её предыдущие версии, и поэтому он снабдил её крыльями на руках.

### Анимация и операторская работа
За графику отвечали отделения студии Mikros Animation в Монреале и Париже, а также компания Cinesite, чьи отделения находятся в Ванкувере и Монреале. Mikros присоединилась к работе в 2022 году и занималась большей частью анимации, а вскоре присоединилась и Cinesite, работавшая примерно над 25 минутами картины.
Mikros — одна из многих анимационных студий, создавших тестовые кадры для мультфильма. На них представлен Донателло, разговаривающий в течение 40 секунд. Перед студией стояла задача сделать CGI-анимацию максимально похожей на 2D. По словам супервайзера визуальных эффектов из Mikros Маттьё Руселя, Роу сказал им: «Если в статике картинка выглядит как рисунок в 2D, значит, мы молодцы». Тестовая анимация помогла Mikros понять, что для создания мультфильма нужно внести в их технологии особые изменения, а именно разработать стилизованные шейдеры, кривые линии и грани.
С помощью движка для рендера Autodesk Arnold Mikros создала прототип шейдера, ставший для них точкой опоры. С помощью этого прототипа можно было с лёгкостью создавать тестовые ролики, однако команда осознавала необходимость развивать его для масштаба фильма. Роу просил студию избегать того, чтобы картинка «выглядела как фильтр для фотошопа». Команда художников понимала сложность образов и потребность в способности добавить освещению графические особенности, «чтобы оно выглядело так, будто огни рисовали один на другом разными обводками». Главный в Mikros по теням, освещению и рендеру Марсель Ринар создал шейдер, способный выделять источники света при затенении объектов и персонажей и обрабатывать их особым способом. Эта цель была достигнута художниками при помощи мазни, шраффировки, пошаговой работы и цветовых переходов.
Компьютерная анимация в «Погроме мутантов» содержит элементы 2D-анимации. Сотрудникам Cinesite, ранее работавшим только с CGI, пришлось быстро учиться работать с 2D. Чтобы ускорить процесс, они обратились к гидам по циклам и стилю из Mikros. Кроме того, компаниями была собрана группа из пяти художников-мультипликаторов, работавших с традиционными 2D-эффектами, а для работы они использовали движок Toon Boom Animation. С помощью этих ресурсов и механизмов Cinesite создала для внутреннего пользования тестовые анимации, которые регулярно смотрел Роу, чтобы сказать, соответствуют ли они работе Mikros.
Кент Секи, главный оператор, хотел акцентировать внимание на моложавости черепах, держа камеру близко, используя метод ручной съёмки и сделав её живой. Он описал мультфильм как что-то, что снимается «на бегу», и вдохновлялся умением подростков попадать в беды. Чтобы запечатлеть черепах, вовлечённых в комичные и динамичные ситуации, он перенял стиль съёмки «синема верите»; похожий образ был сформирован в работах Эммануэля Любецки и Спайка Джонза. Секи также старался противопоставить стиль ручной съёмки Джонза более формальному языку камеры, вдохновлённому ранними проектами Пола Томаса Андерсона и работой его оператора Роберта Элсвита в фильме «Ночи в стиле буги» (1997). При съёмке сцен авторы переключались с одного из этих методов на другой, чтобы продемонстрировать дихотомию мира подростков и взрослого мира: «Так что если Сплинтер отчитывал ребят, [мы] были более сдержаны в плане операторской работы, а когда снова переключались на ребят, стиль съёмки становился чуть более ручным, более свободным, и именно такое начало закрадываться в нашу картинку».

### Музыкальное сопровождение
В мае 2023 года в сети появилась информация о том, что саундтрек написали Трент Резнор и Аттикус Росс, а супервайзером музыки выступил Гейб Хилфер. The Null Corporation, лейбл Резнора, выпустил альбом саундтреков 28 июля 2023 года. Помимо оригинальной музыки саундтрек «Погрома мутантов» включает в себя песни популярных исполнителей, отобранные так, чтобы хип-хоп Восточного побережья сочетался с сеттингом мультфильма. Множество используемых песен Роген и Роу иногда слушают сами. Официальный плейлист с некоторыми песнями из мультфильма доступен на Spotify.

## Поднятые темы
Голдберг описал мультфильм как всеобъемлющую историю об отце и четырёх сыновьях и о важности семьи. Одной из важнейших тем, поднимаемых в картине, является принятие. Изоляция черепах от внешнего мира подразумевает отражение желания подростка соответствовать обществу, а их отец Сплинтер боится худшего развития событий после того, как человечество его отвергло. Роген и Голдберг предлагали эту тему на своём раннем питчинге. Роу счёл её чем-то, что ранее во франшизе не затрагивалось: «мы признаём эти фантастические вещи, таким образом делая их более приземлёнными в реальном мире». Когда в интервью /Film Роу был задан вопрос о том, был ли мультфильм задуман как история об иммиграции, он ответил, что показывать нечто подобное изначально не планировалось, но когда был написан сюжет, создатели заметили параллели между Сплинтером и предком первого поколения, переехавшим в страну. По словам режиссёра, у многих членов съёмочной группы были похожие ситуации в семье, и эта тема стала точкой опоры для них. «Так вышло, что мы этого не планировали, но в процессе реализации эта тема начала выделяться», — подытожил он.

## Премьера

### Кинопрокат
Дебютный показ рабочей версии мультфильма «Черепашки-ниндзя: Погром мутантов» состоялся 12 июня 2023 года на Международном фестивале анимационных фильмов в Анси. По информации TheWrap, в данной версии «всего в паре сцен была не доделана анимация, а всё остальное (в том числе саундтрек [от Трента Резнора и Аттикуса Росса]) в полном порядке». В конце показа публика удостоила мультфильм шестиминутных стоячих оваций, а реакция зрителей и СМИ была в основном положительной. 29 июля 2023 года премьера мультфильма состоялась на площадке Paramount Pictures в Лос-Анджелесе, причём самой студией мероприятие было обозначено как «специальный семейный показ». Тем не менее The Hollywood Reporter назвал его именно премьерой, на которую актёры не смогли прийти в связи с забастовкой SAG-AFTRA. 2 августа мультфильм вышел в американский прокат в таких форматах, как Dolby Cinema, 4DX и RealD 3D. До начала проката в избранных кинотеатрах также проходили предварительные показы картины.
Изначально «Погром мутантов» должен был выйти 11 августа 2023 года, но затем студия перенесла премьеру на неделю назад, на 4 августа, а позднее — ещё на два дня назад, на финальную для проекта дату. В странах СНГ премьера состоялась 3 августа. В Великобритании прокат мультфильма начался на два дня раньше, чем в США, — 31 июля.

### Рекламная кампания
В рамках продвижения «Погрома мутантов» компания Paramount Consumer Products сотрудничала с более чем 400 различными компаниями. Среди партнёров такие бренды, как: PeaTos, Fall Guys, Playmates Toys, Hasbro, Mattel, Crayola, Funko, Crocs, General Mills, Build-A-Bear Workshop, Minecraft, The Sims FreePlay, Fruit Ninja, Match Masters, Random House, Bendon Publishing, IDW Publishing, Roblox, Pizza Hut, Xbox, Procter & Gamble, Old El Paso, Gol Airlines и Chargespot. Кроме того, материнская компания студии Paramount Global запустила рекламу мультфильма на своих телеканалах по технологии cross-promotion, помимо обычных рекламных роликов показывая также мультсериалы о черепахах в формате марафона на домашних каналах Nickelodeon. Согласно подсчётам издания Deadline Hollywood, партнёрская промо-кампания мультфильма обошлась в $ 100 млн и собрала в общей сложности более трёх миллиардов просмотров.
Роу продемонстрировал отрывок из мультфильма на Международном фестивале анимационных фильмов в Анси в июне 2022 года. Журналист /Film Рафаэль Мотамайор сравнил визуальную эстетику проекта с мультсериалом «Аркейн», отметив, что и там и там присутствует панк-стиль, и посчитав, что такая стилистика подходит мультфильму. В честь объявления официального названия картины 4 августа 2022 года на Канал- и Лафайет-стрит в Нью-Йорке появились рекламные фрески. 4 марта на церемонии вручения премии Nickelodeon Kids’ Choice Awards, одновременно с объявлением актёрского состава, создатели показали отрывок из мультфильма. 6 марта вышел тизер-трейлер, в котором прозвучала песня «Can I Kick It?» от группы A Tribe Called Quest. Чарльз Пуллиам-Мур из The Verge назвал анимацию «прекрасной», отметив «похожий на скетчи стиль и зернистые, грязные текстуры». В обзоре для издания The Escapist Мэттью Разак также похвалил трейлер и отметил более юношескую натуру черепах по сравнению с предыдущими воплощениями, заявив, что «эти Черепашки-ниндзя действительно звучат и выглядят как подростки».
27 апреля 2023 года на CinemaCon зрители увидели расширенный отрывок из мультфильма. 31 мая вышел полноценный трейлер. Журналист Gizmodo Джеймс Уитбрук похвалил ролик за «совершенно потрясающий визуал» и оценил «более глубокое погружение в мир черепашек и их желание жить чуть более нормальной жизнью, чем та, что есть у мутанта-ниндзя-подростка». С 23 июля по 1 августа жители Нью-Йорка и Лос-Анджелеса могли пройти квест под названием «Teenage Mutant Ninja Turtles: Mutant Mayhem Experience», в рамках которого посетители имели возможность увидеть жильё черепах в канализации.

### Выход на носителях и онлайн-платформах
«Погром мутантов» вышел на цифровых площадках 1 сентября 2023 года. Также, начиная с 19 сентября, мультфильм доступен для просмотра на стриминговом сервисе Paramount+. На Ultra HD Blu-ray, Blu-ray и DVD мультфильм вышел 12 декабря. К изданиям на цифровых носителях прилагаются три ролика о создании картины и видеоурок о том, как нарисовать Леонардо.

## Восприятие

### Кассовые сборы
Фильм «Черепашки-ниндзя: Погром мутантов» собрал $ 118,6 млн в США и Канаде и $ 61,9 млн на территории других стран, в общей сложности собрав $ 180,5 млн по всему миру. По данным Deadline Hollywood, мультфильм принёс студии $ 204,5 млн чистой прибыли с учётом производственного бюджета, затрат на рекламную кампанию и прочих расходов; кассовые сборы и доходы от продаж сопутствующей продукции, показов на телевидении и в онлайн-кинотеатрах и продаж копий картины на цифровых носителях позволили изданию поместить мультфильм в свой список «Самых прибыльных блокбастеров» 2023 года.
Согласно прогнозам, в США и Канаде «Погром мутантов» должен был за первые пять дней собрать $ 30 млн в 3851 кинотеатре. В первый день мультфильм собрал $ 10,2 млн (с учётом $ 3,85 млн, заработанных в четверг), а во второй — ещё $ 4,87 млн. В свой дебютный уик-энд мультфильм собрал $ 28 млн (а за первые пять дней — $ 43 млн), заняв четвёртое место по сборам после картин «Барби», «Мег 2: Бездна» и «Оппенгеймер». Во второй и третий уик-энды мультфильм собрал $ 15,7 млн и $ 8,4 млн соответственно, оказавшись на третьем и четвёртом местах. По данным The Hollywood Reporter, из-за забастовки SAG-AFTRA и связанной с ней невозможности продвижения мультфильма Рогеном и актёрами ожидаемая прибыль от проката снизилась на 15 %. Инсайдеры из индустрии предположили, что создатели потерпят убытки в размере $ 7—10 млн. В Китае мультфильм провалился, собрав $ 310 000 в свой дебютный трёхдневный уик-энд, по итогам которого он оказался на девятом месте в прокате.

### Рейтинги
На сайте-агрегаторе рецензий Rotten Tomatoes мультфильм получил рейтинг одобрения 95 % на основе 251 отзыва со средней оценкой 7,6 / 10. Консенсус сайта гласит: «Уникальный визуальный стиль и история, которая передаёт суть привлекательности франшизы, делают „Черепашек-ниндзя: Погром мутантов“ анимационным удовольствием для всей семьи». На сайте-агрегаторе Metacritic средневзвешенная оценка мультфильма составляет 74 балла из 100 на основе 47 рецензий, что соответствует критерию «в основном положительные отзывы». Зрители, опрошенные для CinemaScore, дали фильму среднюю оценку «A» по шкале от «A+» до «F», а сервис PostTrak опубликовал 88 % положительных отзывов, причём 70 % опрошенных заявили, что порекомендовали бы картину к просмотру.
Российский агрегатор рецензий «Критиканство» присвоил мультфильму 71 балл из 100 на основе 16 рецензий.

### Отзывы критиков
Критики хвалили «Черепашек-ниндзя: Погром мутантов» за озвучку, сценарий и стиль анимации; некоторые и вовсе назвали проект лучшим фильмом о черепахах.
Журналист Los Angeles Times Джастин Чан назвал мультфильм «неожиданно приятным вызовом рефлексивному мышлению критиков, направленному против франшизы». Том Йоргенсен из IGN оценил фильм на 8 баллов из 10 в целом похвалил его, хотя и назвал сюжет предсказуемым. «„Черепашки-ниндзя: Погром мутантов“ источает уверенность, энергию и душу, а анимационное приключение поднимает Черепашек на большом экране на новую высоту. Первоклассная озвучка, в которой есть Джеки Чан в роли Сплинтера и четвёрка мгновенно влюбляющих в себя Черепашек-подростков, а также убийственная музыка Резнора и Росса дают понять, что „Погром мутантов“ может удивить не только картинкой», — написал он. Шарлотта О’Салливан из Evening Standard дала фильму 4 звезды из 5, написав: «Этот нью-йоркский мультфильм энергичен, анархичен, не порочит подростков, выглядит невероятно сочно, гордится безупречно лаконичным саундтреком и показывает Эйприл О’Нил такой, какой мы никогда раньше не видели». Аналогично, журналист Empire Джон Ньюджент оценил мультфильм на 4 звезды из 5, похвалив его за анимацию, сценарий и озвучку, в особенности Чана в роли Сплинтера. В заключении он написал следующее: «Изобретательно анимированный, невероятно смешной и удивительно аутентичный взгляд на жизнь аутсайдеров. Невозможно не очароваться этими рептильными братанами».
Рафаэль Мотамайор из /Film оценил картину на 9 баллов из 10 и похвалил режиссуру Роу, анимацию, дизайны персонажей, озвучку, музыку Резнора и Росса и использование в фильме лицензионной музыки. «Это не только идеальное знакомство с культовой франшизой, но и фантастический фильм и одна из самых красивых картин в этом году», — заявил он. Лиз Шеннон Миллер из Consequence, давшая мультфильму оценку «A-», написала: «В те времена, когда большинство потребляемых нами продуктов кажутся пластиковыми, дешёвыми и созданными для масс, начинаешь жаждать человеческой руки — особенно когда она создаёт что-то такое же весёлое, как этот мультфильм». Журналист Deadline Hollywood Пит Хаммонд похвалил анимацию, юмор и озвучку от Эбби, Брауна, Канту и Нуна. Он сделал следующий вывод: «Роген оставил свой след на франшизе, которая по-прежнему ищет новые способы умно развлекать посреди всего этого погрома».
Брайан Таллерико с сайта RogerEbert.com оценил картину на 2,5 балла из 4, назвав анимацию главным её достоинством, но раскритиковав сюжет и характеризацию персонажей за недостаток глубины. В своём отзыве для Variety Питер Дебрюж похвалил режиссуру Роу и назвал сценарий «местами дико оригинальным», но «в остальном переработанным комком осточертевших клише». Ник Шагер из The Daily Beast остался доволен работой режиссёра и художников, но раскритиковал юмор, использование отсылок и сюжет. Он написал следующее: «Несмотря на участие Сета Рогена в качестве сценариста и актёра, „Погром мутантов“ получился удивительно осторожным и с точки зрения сюжета, и с точки зрения юмора».
Обозреватель российского издания «Газета.ru» Павел Воронков похвалил анимацию в мультфильме, озвучку от актёров-подростков и решение сделать героев подростками; по мнению критика, «„Погром мутантов“ — по меньшей мере лучшее, что случалось с „Черепашками-ниндзя“ на большом экране в XXI веке». Журналист «Мира фантастики» Денис Старостин был более сдержан: он похвалил дизайны и характеры черепах, а также рисовку, благодаря которой «этот продукт раскроется и для взрослой аудитории, любящей фильмы и мультфильмы Гильермо дель Торо или „Тёмный кристалл“ от Netflix». «„Погром мутантов“ оставляет неоднозначное впечатление. Его есть за что любить, почти не за что ругать, но непросто рекомендовать», — подытожил критик.
Михаил Моркин оставил для «Кинопоиска» смешанный отзыв о мультфильме. «Если с точки зрения визуального богатства и обилия отсылок „Погром мутантов“ ещё может конкурировать с дилогией про Майлза Моралеса, то в плане драматургии и переосмысления канона он ей явно проигрывает. Да, черепашки наконец-то напоминают подростков, но при этом не особенно отличаются друг от друга. К тому же пять сценаристов через историю о мутантах в очередной раз подводят к морали о важности принятия другого. После десятка фильмов о Людях Икс это, извините, моветон», — написал он. Обозреватель «Российской газеты» Богдан Бобров дал мультфильму 2 балла из 5 и раскритиковал его за ряд аспектов: по его мнению, всем известную предысторию главных героев пересказывать не было смысла, отсылки к известным произведениям по большей части неуместны, «персонажи в новом прочтении сильно потеряли в индивидуальности», а от анимации «просто физически начинают болеть глаза, а периодически вовсе непонятно, что происходит в кадре».

### Включение в списки
По итогам 2023 года многие издания, в том числе /Film, Comic Book Resources, MovieWeb, Vulture, «Мир фантастики» и «Фильм.ру», включили «Черепашек-ниндзя: Погром мутантов» в свои списки лучших мультфильмов года.

### Награды и номинации
| Награда                                               | Дата церемонии вручения | Категория                                                            | Получатель(-и)                                                                                | Результат    | Прим.           |
| ----------------------------------------------------- | ----------------------- | -------------------------------------------------------------------- | --------------------------------------------------------------------------------------------- | ------------ | --------------- |
| Международный кинофестиваль Heartland                 | 2023                    | «Прорыв в кинематографе»                                             | «Черепашки-ниндзя: Погром мутантов»                                                           | Победа       | [ 104 ]         |
| Премия Голливудской ассоциации профессионалов         | 28 ноября 2023          | «Лучшая градация цветов в анимационном полнометражном фильме»        | Митч Полсон (Company 3)                                                                       | Номинация    | [ 105 ]         |
| Премия Общества кинокритиков Бостона                  | 10 декабря 2023         | «Лучший анимационный фильм»                                          | «Черепашки-ниндзя: Погром мутантов»                                                           | Второе место | [ 106 ]         |
| Премия Ассоциации кинокритиков Вашингтона             | 10 декабря 2023         | «Лучший анимационный фильм»                                          | «Черепашки-ниндзя: Погром мутантов»                                                           | Номинация    | [ 107 ]         |
| Премия Ассоциации кинокритиков Чикаго                 | 12 декабря 2023         | «Лучший анимационный фильм»                                          | «Черепашки-ниндзя: Погром мутантов»                                                           | Номинация    | [ 108 ] [ 109 ] |
| Премия Ассоциации кинокритиков Сент-Луиса             | 17 декабря 2023         | «Лучший анимационный фильм»                                          | «Черепашки-ниндзя: Погром мутантов»                                                           | Номинация    | [ 110 ] [ 111 ] |
| Премия Общества кинокритиков Флориды                  | 21 декабря 2023         | «Лучший анимационный фильм»                                          | «Черепашки-ниндзя: Погром мутантов»                                                           | Номинация    | [ 112 ] [ 113 ] |
| Премия Альянса женщин-киножурналистов                 | 3 января 2024           | «Лучший анимационный фильм»                                          | «Черепашки-ниндзя: Погром мутантов»                                                           | Номинация    | [ 114 ]         |
| Премия Альянса женщин-киножурналистов                 | 3 января 2024           | «Лучший женский персонаж в анимации»                                 | Айо Эдебири                                                                                   | Номинация    | [ 114 ]         |
| Премия Ассоциации кинокритиков Джоджии                | 5 января 2024           | «Лучший анимационный фильм»                                          | «Черепашки-ниндзя: Погром мутантов»                                                           | Номинация    | [ 115 ]         |
| Премия «Астра» в области кино и творческого искусства | 6 января 2024           | «Лучший анимационный фильм»                                          | «Черепашки-ниндзя: Погром мутантов»                                                           | Номинация    | [ 116 ] [ 117 ] |
| Премия Общества кинокритиков Сиэтла                   | 8 января 2024           | «Лучший анимационный фильм»                                          | «Черепашки-ниндзя: Погром мутантов»                                                           | Номинация    | [ 118 ] [ 119 ] |
| Премия Ассоциации кинокритиков Остина                 | 10 января 2024          | «Лучший анимационный фильм»                                          | «Черепашки-ниндзя: Погром мутантов»                                                           | Номинация    | [ 120 ] [ 121 ] |
| Премия Ассоциации кинокритиков Остина                 | 10 января 2024          | «Лучшее озвучивание»                                                 | Айо Эдебири                                                                                   | Номинация    | [ 120 ] [ 121 ] |
| Премия Ассоциации кинокритиков Остина                 | 10 января 2024          | Награда имени Роберта Р. «Бобби» Маккарди выдающемуся артисту        | Айо Эдебири                                                                                   | Номинация    | [ 120 ] [ 121 ] |
| «Выбор критиков»                                      | 14 января 2024          | «Лучший анимационный фильм»                                          | «Черепашки-ниндзя: Погром мутантов»                                                           | Номинация    | [ 122 ] [ 123 ] |
| Black Reel Awards                                     | 16 января 2024          | «Лучшее озвучивание»                                                 | Айо Эдебири                                                                                   | Номинация    | [ 124 ] [ 125 ] |
| Премия Общества кинокритиков Хьюстона                 | 22 января 2024          | «Лучший анимационный фильм»                                          | «Черепашки-ниндзя: Погром мутантов»                                                           | Номинация    | [ 126 ] [ 127 ] |
| Премия Общества кинокритиков Канзас-Сити              | 27 января 2024          | «Лучший анимационный фильм»                                          | «Черепашки-ниндзя: Погром мутантов»                                                           | Второе место | [ 128 ]         |
| Премия Лондонской ассоциации кинокритиков             | 4 февраля 2024          | «Анимационный фильм года»                                            | «Черепашки-ниндзя: Погром мутантов»                                                           | Номинация    | [ 129 ] [ 130 ] |
| «Сатурн»                                              | 4 февраля 2024          | «Лучший анимационный фильм»                                          | «Черепашки-ниндзя: Погром мутантов»                                                           | Номинация    | [ 131 ] [ 132 ] |
| Премия Гильдии художников-постановщиков США           | 10 февраля 2024         | «Лучшая работа художника-постановщика в анимационном фильме»         | Яшар Кассаи                                                                                   | Номинация    | [ 133 ] [ 134 ] |
| «Энни»                                                | 17 февраля 2024         | «Лучший анимационный фильм»                                          | «Черепашки-ниндзя: Погром мутантов»                                                           | Номинация    | [ 135 ] [ 136 ] |
| «Энни»                                                | 17 февраля 2024         | «Лучший режиссёр»                                                    | Джефф Роу, Кайлер Спирс                                                                       | Номинация    | [ 135 ] [ 136 ] |
| «Энни»                                                | 17 февраля 2024         | «Лучший сценарий»                                                    | Сет Роген, Эван Голдберг, Джефф Роу, Дэн Эрнандес, Бенджи Самит                               | Номинация    | [ 135 ] [ 136 ] |
| «Энни»                                                | 17 февраля 2024         | «Лучшая музыка»                                                      | Трент Резнор, Аттикус Росс                                                                    | Номинация    | [ 135 ] [ 136 ] |
| «Энни»                                                | 17 февраля 2024         | «Лучшая работа художника-постановщика»                               | Яшар Кассаи, Артур Фонг, Тиффани Лам                                                          | Номинация    | [ 135 ] [ 136 ] |
| «Энни»                                                | 17 февраля 2024         | «Лучший монтаж»                                                      | Грег Левитан, Илья Оуэнс, Дэвид Крумс, Мира Овианг                                            | Номинация    | [ 135 ] [ 136 ] |
| Премия Общества специалистов по визуальным эффектам   | 21 февраля 2024         | «Лучшие визуальные эффекты в анимационном полнометражном фильме»     | Маттьё Русель, Мария Баллан, Жак Дегль, Венсан Леруа                                          | Номинация    | [ 137 ] [ 138 ] |
| Премия Общества специалистов по визуальным эффектам   | 21 февраля 2024         | «Лучший персонаж в анимационном полнометражном фильме»               | Грегори Коэльо, Анна-Клэр Леру, Симон Кизинье, Оливье Пьер (за Суперфлая)                     | Номинация    | [ 137 ] [ 138 ] |
| Премия Общества специалистов по визуальным эффектам   | 21 февраля 2024         | «Лучшее окружение в анимационном полнометражном фильме»              | Оливье Митонню, Эдди Фрешу, Гийом Шеве, Арно Филипп-Жиро (за Мидтаун)                         | Номинация    | [ 137 ] [ 138 ] |
| Премия Общества специалистов по визуальным эффектам   | 21 февраля 2024         | «Лучшее моделирование эффектов в анимационном полнометражном фильме» | Луи Марсо, Поль-Этьен Бурд, Серж Мартен, Марина Поммерёль                                     | Номинация    | [ 137 ] [ 138 ] |
| Премия Гильдии продюсеров США                         | 25 февраля 2024         | «Лучший анимационный фильм»                                          | «Черепашки-ниндзя: Погром мутантов»                                                           | Номинация    | [ 139 ] [ 140 ] |
| Премия Общества киноакустики                          | 2 марта 2024            | «Лучшее сведение звука в анимационном полнометражном фильме»         | Док Кейн, Михаэль Семаник, Марк Манджини, Трент Резнор, Аттикус Росс, Крис Кирино, Челси Боди | Номинация    | [ 141 ] [ 142 ] |
| «Спутник»                                             | 3 марта 2024            | «Лучший анимационный фильм»                                          | «Черепашки-ниндзя: Погром мутантов»                                                           | Номинация    | [ 143 ] [ 144 ] |
| «Эдди»                                                | 3 марта 2024            | «Лучший монтаж анимационного фильма»                                 | Грег Левитан                                                                                  | Номинация    | [ 145 ] [ 146 ] |
| Artios Awards                                         | 7 марта 2024            | «Лучший выбор актёров — анимационный фильм»                          | Рич Делия, Адам Ричардс                                                                       | Номинация    | [ 147 ] [ 148 ] |
| Премия публицистов МГК                                | 8 марта 2024            | «Награда имени Максвелла Вайнберга за рекламную кампанию кинофильма» | «Черепашки-ниндзя: Погром мутантов»                                                           | Номинация    | [ 149 ] [ 150 ] |
| Премия NAACP Image                                    | 16 марта 2024           | «Лучший анимационный фильм»                                          | «Черепашки-ниндзя: Погром мутантов»                                                           | Номинация    | [ 151 ] [ 152 ] |
| Суперпремия «Выбор критиков»                          | 4 апреля 2024           | «Лучший супергеройский фильм»                                        | «Черепашки-ниндзя: Погром мутантов»                                                           | Номинация    | [ 153 ] [ 154 ] |
| Суперпремия «Выбор критиков»                          | 4 апреля 2024           | «Лучшая актриса — супергеройский фильм»                              | Айо Эдебири                                                                                   | Номинация    | [ 153 ] [ 154 ] |
| Kids’ Choice Awards                                   | 13 июля 2024            | «Любимый мультфильм»                                                 | «Черепашки-ниндзя: Погром мутантов»                                                           | Номинация    | [ 155 ] [ 156 ] |
| Kids’ Choice Awards                                   | 13 июля 2024            | «Любимый голос мужского персонажа мультфильма»                       | Брэйди Нун                                                                                    | Номинация    | [ 155 ] [ 156 ] |
| Kids’ Choice Awards                                   | 13 июля 2024            | «Любимый голос мужского персонажа мультфильма»                       | Джеки Чан                                                                                     | Номинация    | [ 155 ] [ 156 ] |
| Kids’ Choice Awards                                   | 13 июля 2024            | «Любимый голос женского персонажа мультфильма»                       | Айо Эдебири                                                                                   | Номинация    | [ 155 ] [ 156 ] |

## Будущее

### Продолжение
В июле 2023 года в сети появилась информация о разработке продолжения. Главным антагонистом второй части станет Шреддер, появившийся в сцене после титров «Погрома мутантов». Режиссёром вновь стал Роу, а сорежиссёрами — Спирс и Кассаи. Роген, Голдберг, Уивер и Рэмси Макбин продюсируют мультфильм. Вторая часть должна была выйти в американский прокат 9 октября 2026 года, позднее премьеру перенесли на 17 сентября 2027 года.

### Короткометражный мультфильм
В июне 2025 года на Международном фестивале анимационных фильмов в Анси состоялась премьера короткометражного мультфильма «Хром один дома 2: Потерявшийся в Нью-Джерси», действие которого происходит во вселенной «Погрома мутантов». Его срежиссировал оператор полнометражного мультфильма Кент Секи, а сценарий написал Эндрю Джустра, координатор сценария «Погрома мутантов». Короткометражка будет демонстрироваться в кинотеатрах перед сеансами мультфильма «Губка Боб: В поисках квадратных штанов», который выйдет в прокат 19 декабря 2025 года.

### Мультсериал
Одновременно с анонсом продолжения появилась информация о разработке мультсериала под названием «Черепашки-ниндзя: Истории», состоящего из двух сезонов, в 2D-формате для стримингового сервиса Paramount+. Мультсериал, по словам создателей, представляет собой «мостик» между двумя мультфильмами. Исполнительные продюсеры и шоураннеры проекта — Кристофер Йост и Алан Ван, ранее приложившие руку к созданию мультсериалов о Черепашках-ниндзя 2003, 2012 и 2018 годов. Премьера первого сезона мультсериала «Черепашки-ниндзя: Истории» состоялась 9 августа 2024 года.

### Компьютерная игра
18 октября 2024 года компания A Heartful of Games и издатель Outright Games выпустили на Windows, PlayStation 5, PlayStation 4, Xbox Series X/S, Xbox One и Nintendo Switch компьютерную игру под названием Teenage Mutant Ninja Turtles: Mutants Unleashed, продолжающую сюжет мультфильма. Игра представляет собой смесь таких жанров, как beat ’em up и платформер.

## Комментарии
1. ↑  Ранний вариант русского названия — «Ю́ность черепа́шек-ни́ндзя: Мута́нтский разгро́м»[5].
2. ↑  Даты вручения наград и проставления номинаций указаны в хронологическом порядке.
3. ↑  Разделил награду с мультфильмами «Человек-паук: Паутина вселенных», «Мечты робота» и «Крестьяне[пол.]».